# کانفیدنس (ویرجینیای غربی)
کانفیدنس (به انگلیسی: Confidence) یک منطقهٔ مسکونی در ایالات متحده آمریکا است که در شهرستان پاتنم، ویرجینیای غربی واقع شده‌است.